# Dansk Melodi Grand Prix 2020
Dansk Melodi Grand Prix 2020 var den 50. udgave af Dansk Melodi Grand Prix, en årligt tilbagevendende sangkonkurrence afholdt siden 1957 af Danmarks Radio (DR). Konkurrencens formål var at finde den sang, der skulle repræsentere Danmark ved Eurovision Song Contest 2020 i Rotterdam.
Finalen blev afviklet 7. marts 2020 i Royal Arena i København, med Hella Joof og Rasmus Bjerg som værter. Det var første gang siden 2002, finalen af Dansk Melodi Grand Prix blev afholdt i København. Derudover var showet den første udgave af Dansk Melodi Grand Prix siden 1965, der blev afholdt uden publikum. Dette var en direkte konsekvens af Sundhedsstyrelsens anbefaling om at udskyde eller aflyse alle arrangementer med mere end 1.000 deltagere i perioden 6.-31. marts 2020, i et forsøg på at begrænse smitte med COVID-19.
Vindere af konkurrencen blev Ben & Tan med sangen "Yes", komponeret og skrevet af Emil Lei, Jimmy Jansson og Linnea Deb. Emil Lei er med sejren blevet den første sangskriver til at vinde Dansk Melodi Grand Prix to år i træk siden 1988-1989, hvor Søren Bundgaard og Keld Heick var ophavsmændene bag "Ka' du se hva' jeg sa'" i 1988 og "Vi maler byen rød" i 1989.
Eurovision Song Contest 2020 blev imidlertid aflyst som følge af coronaviruspandemien, og vindersangen af Dansk Melodi Grand Prix 2020 fik dermed ikke mulighed for at repræsentere Danmark i Eurovision Song Contest.

## Baggrund
Som tidligere år inviterede DR danske og udenlandske sangskrivere til at sende sange ind til konkurrencen. Der blev åbnet for indsendelse af sange 2. oktober 2019, med indsendelsesfrist 1. november samme år. Fristen var ikke absolut; DR kunne dog ikke garantere, at sange modtaget efter indsendelsesfristen ville blive lyttet igennem med henblik på eventuel deltagelse i Dansk Melodi Grand Prix 2020.

## Konkurrenceformat
For første gang siden 2008 blev Dansk Melodi Grand Prix afviklet med en semifinalerunde før finalen. I alt deltog 14 sange i Dansk Melodi Grand Prix 2020. Fem sange var forhåndskvalificeret til finalen, mens de resterende ni sange deltog i en semifinale, hvorfra yderligere fem sange kvalificerede sig til finalen.
Derudover havde DR for første gang siden 1999 valgt at benytte et liveorkester til at akkompagnere deltagerne i Dansk Melodi Grand Prix, i form af The Antonelli Orchestra og strygerne fra DR SymfoniOrkestret.

## Deltagere
Semifinalisterne blev afsløret 20. januar 2020. De forhåndskvalificerede finalister blev afsløret 31. januar 2020.
Ingen af artisterne havde deltaget i Dansk Melodi Grand Prix før. Søren Okholm havde dog sunget kor for Lighthouse X under deres deltagelse i Eurovision Song Contest 2016, mens RoxorLoops som medlem af gruppen Witloof Bay havde repræsenteret Belgien i Eurovision Song Contest 2011.

### Semifinalister
| Artist         | Sang                              | Komponist og tekstforfatter                                                        |
| -------------- | --------------------------------- | ---------------------------------------------------------------------------------- |
| Ben & Tan      | "Yes"                             | Emil Lei, Jimmy Jansson og Linnea Deb                                              |
| Emil           | "Ville ønske jeg havde kendt dig" | Esben Svane, Emil Vestergaard Klausen, Gavyn Matthew Bailey og Tim Schou           |
| Kenny Duerlund | "Forget It All"                   | Henrik Tala, Mila Falls, Patrick Jean og Kenny Duerlund                            |
| Jamie Talbot   | "Bye Bye Heaven"                  | Tom Oehler, Hampus Eurenius og Aron Blom                                           |
| MieLou         | "We Could Be So Beautiful"        | Thomas Reil, Jeppe Reil, Bruce R. F. Smith og Eric Lumiere                         |
| Nick Jones     | "2 AM"                            | Jon Hällgren, Lukas Hällgren, Hampus Eurenius og George Keller                     |
| SamSara        | "For You"                         | Lars 'Chief 1' Pedersen, Remee, Kwamie Liv og Sara Amalie Gerup                    |
| Sander Sanchez | "Screens"                         | Jonas Thander, Liam Craig og Christopher Wortley                                   |
| Søren Okholm   | "Impossible Dreamers"             | Tobias Stigaard Stenkjær, Peter Jantzen, Nanna Supriya Wedel og Søren Fynbo Okholm |

### Forhåndskvalificerede finalister
| Artist                       | Sang                      | Komponist og tekstforfatter                                      |
| ---------------------------- | ------------------------- | ---------------------------------------------------------------- |
| Benjamin Kissi               | "Faith"                   | Benjamin Kissi, Frederik Tao Nordsøe Schjoldan og Gisli Gislason |
| Isam B                       | "Bølger"                  | Babak Vakili, Isam Bachiri og Morten Woods                       |
| Jasmin Rose feat. RoxorLoops | "Human"                   | Erik Smaaland, Gavin Jones, Grace Risch og Lise Cabble           |
| Maja og De Sarte Sjæle       | "Den eneste goth i Vejle" | Timo Mastrup-Andersen                                            |
| Sys Bjerre                   | "Honestly"                | Lasse Lyngbo og Sys Bjerre                                       |

## Semifinalen
Semifinalen foregik fra 20.-24. januar 2020 på P4 og på dr.dk. De ni deltagende sange var blevet udvalgt af en distriktsjury, hvis medlemmer hver især repræsenterede ét af DR's ni P4-distrikter. Sangene var fordelt på tre distriktsgrupper – Syd, Øst og Nord – som hver bestod af tre P4-distrikter.
Brugerne af dr.dk valgte én finalist fra hver af de tre distriktsgrupper. Hvilke sange, brugerne stemte videre til finalen, blev afsløret 24. januar 2020.
Derudover uddelte distriktsjuryen wildcards til finalen til to af de seks resterende semifinalister. Distriktsjuryens wildcards blev afsløret 31. januar 2020.

### Distriktsgruppe Syd
De tre sange i distriktsgruppe Syd blev udvalgt af Sebastian Lind (P4 Fyn), Jacob Hansen (P4 Syd) og Søren Krogh (P4 Trekanten).
| Artist         | Sang             | Resultat |
| -------------- | ---------------- | -------- |
| Jamie Talbot   | "Bye Bye Heaven" | Wildcard |
| Kenny Duerlund | "Forget It All"  | Finalist |
| Nick Jones     | "2 AM"           | Ude      |

### Distriktsgruppe Øst
De tre sange i distriktsgruppe Øst blev udvalgt af Bryan Rice (P4 Sjælland), Jonas Petersen (P4 København) og James Benedict Thomas (P4 Bornholm).
| Artist       | Sang                  | Resultat |
| ------------ | --------------------- | -------- |
| SamSara      | "For You"             | Ude      |
| Søren Okholm | "Impossible Dreamers" | Ude      |
| Ben & Tan    | "Yes"                 | Finalist |

### Distriktsgruppe Nord
De tre sange i distriktsgruppe Nord blev udvalgt af Laura Mo (P4 Nordjylland), Marie Frank (P4 Midt & Vest) og Julie Berthelsen (P4 Østjylland).
| Artist         | Sang                              | Resultat |
| -------------- | --------------------------------- | -------- |
| Emil           | "Ville ønske jeg havde kendt dig" | Wildcard |
| Sander Sanchez | "Screens"                         | Finalist |
| MieLou         | "We Could Be So Beautiful"        | Ude      |

## Finalen
Finalen blev sendt 7. marts 2020 fra Royal Arena i København. I finalen deltog fem forhåndskvalificerede sange og fem sange, der havde kvalificeret sig via semifinalerunden.
Vinderen blev fundet gennem to afstemningsrunder. I første runde havde tv-seerne og et musikfagligt panel hver 50 procent af stemmerne. Tre sange gik videre til superfinalen, hvor det udelukkende var seerne, som afgjorde vinderen af Dansk Melodi Grand Prix 2020. I begge afstemningsrunder kunne seerne stemme per SMS og via appen DR Grand Prix.
Musikpanelet bestod af Pelle Peter Jencel, Mich "Cutfather" Hansen, Ida Corr, Lasse "Pilfinger" Kramhøft og Nicolai Molbech.
| Nr. | Artist                        | Sang                              | Status        |
| --- | ----------------------------- | --------------------------------- | ------------- |
| 1   | Isam B                        | "Bølger"                          | Ude           |
| 2   | Ben & Tan                     | "Yes"                             | Superfinalist |
| 3   | Maja og De Sarte Sjæle        | "Den eneste goth i Vejle"         | Ude           |
| 4   | Benjamin Kissi                | "Faith"                           | Ude           |
| 5   | Emil                          | "Ville ønske jeg havde kendt dig" | Superfinalist |
| 6   | Sys Bjerre                    | "Honestly"                        | Ude           |
| 7   | Jamie Talbot                  | "Bye Bye Heaven"                  | Ude           |
| 8   | Sander Sanchez                | "Screens"                         | Superfinalist |
| 9   | Kenny Duerlund                | "Forget It All"                   | Ude           |
| 10  | Jasmin Rose feat. Roxor Loops | "Human"                           | Ude           |

### Superfinale
| Nr. | Artist         | Sang                              | Seernes stemmer i procent | Placering |
| --- | -------------- | --------------------------------- | ------------------------- | --------- |
| 2   | Ben & Tan      | "Yes"                             | 61%                       | 1         |
| 5   | Emil           | "Ville ønske jeg havde kendt dig" | 19%                       | 3         |
| 8   | Sander Sanchez | "Screens"                         | 20%                       | 2         |